# Cianato de sódio
Cianato de sódio ou isocianato de sódio é um composto inorgânico, o sal de sódio do ácido ciânico com a fórmula química NaOCN (também: NaCNO).

## Características
Tem aparência de pó cristalino branco a esbranquiçado. É classificado com o número CAS 917-61-3 e EINECS NO. 213-030-6. Apresenta peso molecular de 65,01. Possui ponto de fusão 550 °C. Apresenta densidade de 1,89 g/cm3 e solubilidade em água de 110 g/L a 20 °C.

## Preparação
O cianato de sódio é preparado industrialmente pela reação da ureia com o carbonato de sódio a temperatura elevada.
2OC(NH2)2 + Na2CO3 → 2Na(NCO) + CO2 + 2NH3 + H2O
Também pode ser preparado em laboratório pela oxidação de um cianeto em solução aquosa por um agente oxidante suave, como o óxido de chumbo.

## Usos químicos
O cianato de sódio é um nucleófilo ideal, e essas propriedades nucleofílicas o tornam um contribuinte importante para a estereoespecificidade em certas reações, como na produção de quiral 2-Oxazolidona.

## Aplicações médicas
o cianato de ódio é um reagente útil na produção de derivados de ureia assimétricos que têm uma variedade de atividades biológicas principalmente o isocianato de arila. Esses derivados, bem como o cianato de sódio, têm sido usados na medicina como um meio de contrabalançar os efeitos cancerígenos no corpo,. possivelmente ajudando as pessoas com anemia falciforme  e bloqueando certos receptores de melanina, que demonstrou ajudar com a prevenção a obesidade. [4] Na maioria dos casos, os derivados produzidos com cianeto de sódio são usados para estudo medicinal; nos casos de anemia falciforme e pesquisa anticancerígena, o próprio cianato de sódio é o composto de interesse.